# Marcel-Gabriel Rivière
Pour les articles homonymes, voir Rivière (homonymie).
Marcel-Gabriel Rivière, né le 10 mars 1905 à Lyon (Rhône) et mort dans cette même ville le 26 janvier 1979, est un journaliste et résistant français, il occupe les postes d'adjoint au maire de Lyon, de maire du 4e arrondissement de Lyon et de rédacteur en chef du journal Le Progrès.

## Biographie

### Enfance et journalisme
Ses parents originaires de Lestards en Corrèze s'installent à Lyon au début du siècle. Son père est alors employé des PTT. Marcel est le deuxième d'une fratrie de cinq enfants. En juin 1917, pendant la Première Guerre mondiale, son père Delphin succombe à la tuberculose. Il est alors contraint d'interrompre ses études et de chercher du travail. Commence alors une période de "« petits boulots »" durant laquelle il pratique intensément la boxe et le rugby.
Ses talents sportifs le font remarquer par le secrétaire général du Progrès Georges Vuillermet. Il intègre ainsi en 1930 un poste au service des achats du Progrès. Il rédige durant cette période quelques piges dans la sportive du journal. En 1935, Georges Altman, qui occupait alors un poste de rédacteur à la sportive du Progrès, tombe malade et c'est tout naturellement que Marcel récupère le poste. Commence alors pour Marcel sa véritable carrière de journaliste. Il couvre les grands évènements sportifs d'alors comme le Tour de France et en 1937, il devient correspondant du journal durant la Guerre civile espagnole.

### Le résistant
En 1939, la Seconde Guerre mondiale éclate, il est volontaire en tant que sous-officier réserviste au 27e bataillon de chasseurs alpins et il se retrouve engagé en Norvège dans l'expédition de Namsos, (petite ville bombardée par les Allemands en Avril 1940, ce qui provoque le 2 Mai 1940 le départ vers 'Écosse puis la France du 27ème Bataillon de Chasseurs Alpins - source : http://mgriviere.over-blog.com/2017/10/59fcc0f4-3f1a.html)
Après la débâcle des alliés, il est rembarqué pour la bataille de France : de recul en recul malgré des combats acharnés, l'unité de Marcel Rivière se trouve coincée à Saint-Valéry-en-Caux où elle se rend devant les troupes de Rommel dont c'est la première victoire, le 12 Juin 1940. il est fait prisonnier dans la Somme et la colonne de prisonniers parcourt à pied environ 250 km jusqu'au lieu de son évasion non loin de Béthune.
Il parvient en effet à s'évader le 20 juin 1940 de la colonne de prisonniers qui marchait vers l'Allemagne, profitant de l'inattention des sentinelles allemandes pour se dissimuler dans un champ de blé. Il retraverse les lignes et parvient à regagner la zone libre puis Lyon peu avant l'armistice, parcourant 250 km de Béthune à Paris puis 600 km de Paris à Lyon où il arrive le 5 juillet 1940 - source : http://mgriviere.over-blog.com/2017/10/59fcc0f4-3f1a.html).
Il réintègre ses fonctions au Progrès et retrouve sa femme Marie-Louise. En 1941, ils donnent naissance à un fils, François. Au même moment, un collègue, en la personne de René Leynaud le met en contact avec Berty Albrecht et Henri Frenay, les fondateurs du mouvement de résistance Combat. Il est rapidement nommé Chef des groupes francs de la région R1. Son activité de résistance commence alors. Il mène diverses opérations de sabotage (boycott de la conférence de propagande allemande du docteur Grimm en avril 1942, publication du Faux Nouvelliste en décembre 1943, etc.). Il opère sous différents noms (Ramus, Fournier, Allard…) et côtoie de grands résistants tels que Georges Bidault, André Plaisantin, Marcel Peck, Yves Farge. En novembre 1942, il est acteur du sabordage du Progrès aux côtés d’Émile Brémond.
Le 19 juillet 1943, il est dénoncé et est arrêté à son domicile 39 rue Burdeau. Il est interné à la prison Montluc, jugé et transféré au centre de détention d'Eysses. Le 19 février 1944, il est un membre actif de l'opération échouée de tentative d'évasion collective qui conduira à une série d’exécutions et à la déportation du reste des détenus. Il fait ainsi partie du convoi qui, via Compiègne, rejoint le camp de concentration de Dachau où il est placé dans un des kommandos les plus durs, le kommando d'Allach. Il survit jusqu'à la libération du camp le 30 avril 1945 malgré les conditions très rudes dont il témoigne après guerre. Les détenus devront quand même attendre le 25 mai pour être évacués et être mis en quarantaine à Reichenau. C'est grâce à la rencontre avec Yves Farge, nommé Commissaire de la république pour la Région Rhône-Alpes et qui défile au côté du général de Lattre de Tassigny à Reichenau que Marcel a l'occasion de regagner rapidement son domicile. Yves Farge lui donne à cette occasion les premières nouvelles bonnes et mauvaises de leurs camarades résistants. Il lui apprend également que sa femme Marie-Louise est sauve et a déjà regagné Lyon. Elle fut arrêtée peu de temps après Marcel et déportée à Ravensbruck.

### L'après-guerre
À Lyon, il retrouve son fils François et sa femme Marie-Louise. Il reprend rapidement son poste au Progrès. Il parcourt le monde en tant que grand reporter.
Il donne naissance à trois autres enfants : Marie, Bruno et Olivier.
Il est promu plus tard rédacteur en chef du journal.
En 1976, au côté de son ami Louis Pradel, élu maire de Lyon en 1957, il prend la fonction d'adjoint au maire de Lyon et de maire du 4e arrondissement.
Mais une série d'opérations à la suite d'une blessure de guerre l'affaiblit et il quitte toutes fonctions en 1977.
Il meurt en janvier 1979.
Il est décoré de la légion d'honneur.
Il laisse un certain nombre d'écrits, apportant le témoignage de son expérience de résistant.
En 2017, son fils Olivier Rivière, publie deux textes inédits de Marcel-Gabriel Rivière, au sein du livre Marcel-Gabriel Rivière, un journaliste dans la guerre.